# إلدريدج ر. جونسون
إلدريدج ر. جونسون (بالإنجليزية: Eldridge R. Johnson)‏ هو رائد أعمال ومخترع أمريكي، ولد في 6 فبراير 1867 في ويلمنغتون في الولايات المتحدة، وتوفي في 14 نوفمبر 1945 في مورستاون ‏ في الولايات المتحدة.

## وصلات خارجية
- إلدريدج ر. جونسون على موقع ميوزك برينز (الإنجليزية)